# اختبار الكحول بادينغتون
تم نشر اختبار بادينغتون للكحول لأول مرة في مجلة طب الحوادث والطوارئ في عام 1996.
وقد تم تصميمه لتحديد المشاكل المتعلقة بالكحول بين أولئك الذين يأتون لأقسام الحوادث والطوارئ. تتوافق بشكل جيد مع استبيان اختبار تحديد اضطرابات تعاطي الكحول (AUDIT) ولكنها تدار في خمس الوقت.
عندما يكون هناك 40-70٪ من المرضى في قسم الحوادث والطوارئ (AED) بسبب مشاكل/ قضايا تتعلق بالكحول، من المفيد لموظفي جهاز (AED) تحديد أي منهم يشربون المشروبات الخطيرة حتى يتمكنوا من معالجة السبب الرئيسي وتقديم نصيحة قصيرة قد تقلل من تأثير الكحول على هذا المريض.
في أقسام الحوادث والطوارئ، من المهم أيضًا فرز المرضى القادمين بأسرع وقت ممكن؛ وذلك لتقليل حجم الموظفين والتكلفة. في إحدى الدراسات، استغرق الأمر 73 ثانية لإدارة استبيان المراجعة ولكن 20 ثانية فقط لـ (أختبار بادينغتون للكحول).
تتم مراجعة نسخة العمل من (اختبار بادينغنتون للكحول) في مستشفى سانت ماري بناءً على ملاحظات أطباء الخط الأمامي في قسم الطوارئ. هناك أيضًا نسخة معدلة قيد الاستخدام لأبحاث برنامج إنجليزي متعدد المواقع (برنامج الفحص والتدخل من أجل الشرب المعقول، SIPS).
يتوفر أحدث إصدار من (اختبار بادينغنتون للكحول) على موقع وزارة الصحة بالمملكة المتحدة على الإنترنت، وهو مركز تعلم الكحول.

## روابط خارجية
PAT revisions 2009
- Related papers at the Dept of Health "Alcohol Learning Centre" site (originally produced by Alcohol Concern for their HubCAPP site)
- Paddington Alcohol Test, November 2000
- Alcohol health work conference (March 2007) with links to presentations by Touquet & Patton, and PAT updates
- The National Addiction Centre